# Roman Polanski
Rajmund Roman Thierry Polański, mer känd som Roman Polanski, född 18 augusti 1933 i Paris i Frankrike, är en polsk-fransk filmregissör, producent, manusförfattare och skådespelare.

## Biografi
Roman Polanski föddes i Paris 1933. Han flyttade 1936 till Polen med sin polsk-judiske far Ryszard Polański (alias Ryszard Liebling) och rysk-halvjudiska mor Bula Polańska (född Katz). 1939 togs familjen till Krakóws judegetto av nazisterna. Polańskis far överlevde koncentrationslägret Mauthausen, men hans mor dog i Auschwitz 1942. Polański själv flydde från Krakóws judegetto och överlevde kriget med hjälp av polska romersk-katolska familjer. Han studerade i hemlandet vid filmhögskolan i Łódź. Hans genombrottsfilm var Kniven i vattnet (1962). Han fortsatte utomlands där han gjorde skräckklassiker som Repulsion (1965). Hans traumatiska barndom och senare det bestialiska mordet på hans fru Sharon Tate har påverkat hans filmskapande.
Den 20 januari 1968 gifte sig Polanski med den amerikanska skådespelerskan Sharon Tate (1943–1969), som den 9 augusti 1969 brutalt mördades av medlemmar i Mansonfamiljen, Charles Mansons sektliknande "familj". Han är sedan 30 augusti 1989 gift med den franska skådespelerskan Emmanuelle Seigner. De har två barn tillsammans.

### Karriären i Hollywood och dess slut
Framgångarna inom filmen ledde Polanski så småningom till USA och Hollywood. Hans karriär där inleddes med Rosemarys baby 1968. Han blev vän med Jack Nicholson som spelade huvudrollen i Polanskis Chinatown 1974. 
I mars 1977 fick Polanski låna Nicholsons och dennes dåvarande sambo Anjelica Hustons hem på Mulholland Drive i Hollywood Hills medan paret var bortrest. Den 10 mars var trettonåriga Samantha Jane Geimer (dåvarande Gailey) i huset för en fotosession med Polański, som skulle ta bilder av henne för tidningen Vogue. Det var hennes andra fotosession med Polanski. Enligt Geimers vittnesmål bjöd han henne på champagne och quaaludes, en sorts barbiturater, och våldtog sedan henne. Den 11 mars anhölls Polanski anklagad för sexuellt umgänge med minderårig och erkände sig skyldig. Han släpptes mot borgen i avvaktan på vidare rättsprocess, men flydde landet den 1 februari 1978 inför hotet om eventuellt fängelsestraff och bosatte sig permanent i Frankrike. Hans karriär i Hollywood fick därmed ett abrupt slut. Polanski har sedan dess varit bosatt i Paris och har aldrig kunnat återvända till USA på grund av händelsen 1977. Han riskerade fram till 2009, då han greps, alltjämt att arresteras om han satte sin fot på amerikansk mark. Det innebar exempelvis att han inte kunde närvara vid Oscarsgalan 2003, då han tilldelades en Oscar för bästa regi för filmen The Pianist (2002). 
Den 26 september 2009 greps Roman Polanski av schweizisk polis på Zürichs internationella flygplats för att utlämnas till USA. Gripandet skedde i samband med att han skulle besöka en filmfestival i Zürich för att mottaga ett pris.
Från 4 december 2009 satt han i husarrest med fotboja i sin stuga i Gstaad. De schweiziska myndigheterna fick en formell begäran från distriktsåklagaren i Los Angeles om utlämning den 23 oktober samma år.
Roman Polanski, som även är fransk medborgare, krävde att han skulle släppas fri och hade stöd av de franska myndigheterna. Den franska kulturministern Frédéric Mitterrand tog upp ärendet med president Nicolas Sarkozy. Schweiziska myndigheter beslutade den 12 juli 2010 att Polański inte skulle utlämnas till amerikanska myndigheter och släppte honom från husarresten. Han lämnade då sitt hus i Gstaad och gav sig av till okänd ort.
Det stöd som Polanski fick från många franska politiker och Hollywoodcelebriteter har mötts med kraftiga reaktioner, bland annat från feministiskt håll, och har fått till exempel Emma Thompson att ta tillbaka sitt stöd för Polanski.

## Filmografi

### Som regissör
- 1955 – Rower
- 1957 – Uśmiech zębiczny
- 1957 – Rozbijemy zabawę
- 1957 – Morderstwo
- 1958 – Två män och ett skåp
- 1959 – Lampa
- 1959 – När änglar faller
- 1961 – The Fat and the Lean
- 1962 – Däggdjur
- 1962 – Kniven i vattnet
- 1965 – Repulsion
- 1966 – Djävulsk gisslan
- 1967 – Vampyrernas natt
- 1968 – Rosemarys baby
- 1971 – Macbeth
- 1972 – What?
- 1974 – Chinatown
- 1976 – Hyresgästen
- 1979 – Tess
- 1986 – Pirater
- 1988 – Frantic
- 1992 – Bitter Moon
- 1994 – Döden och flickan
- 1999 – The Ninth Gate
- 2002 – The Pianist
- 2005 – Oliver Twist
- 2010 – The Ghost Writer
- 2011 – Carnage
- 2013 – Venus in Fur
- 2013 – Weekend of a Champion
- 2017 – Based on a True Story
- 2019 – En officer och spion

### Som skådespelare i filmer han ej regisserat (urval)
- 1955 – En generation
- 1959 – När änglar faller
- 1959 – Lotna
- 1969 – The Magic Christian
- 1974 – Blood for Dracula (ej krediterad)
- 1994 – Una pura formalità
- 2002 – Zemsta
- 2007 – Rush Hour 3 (ej krediterad)
- 2008 – Caos calmo

## Priser och utmärkelser
Roman Polanski fick en Oscar för bästa regi vid Oscarsgalan 2003 för The Pianist.
1998 blev han invald i Franska konstakademiens filmgren, Académie des Beaux-Arts, som funnits sedan 1985.